# Панглао

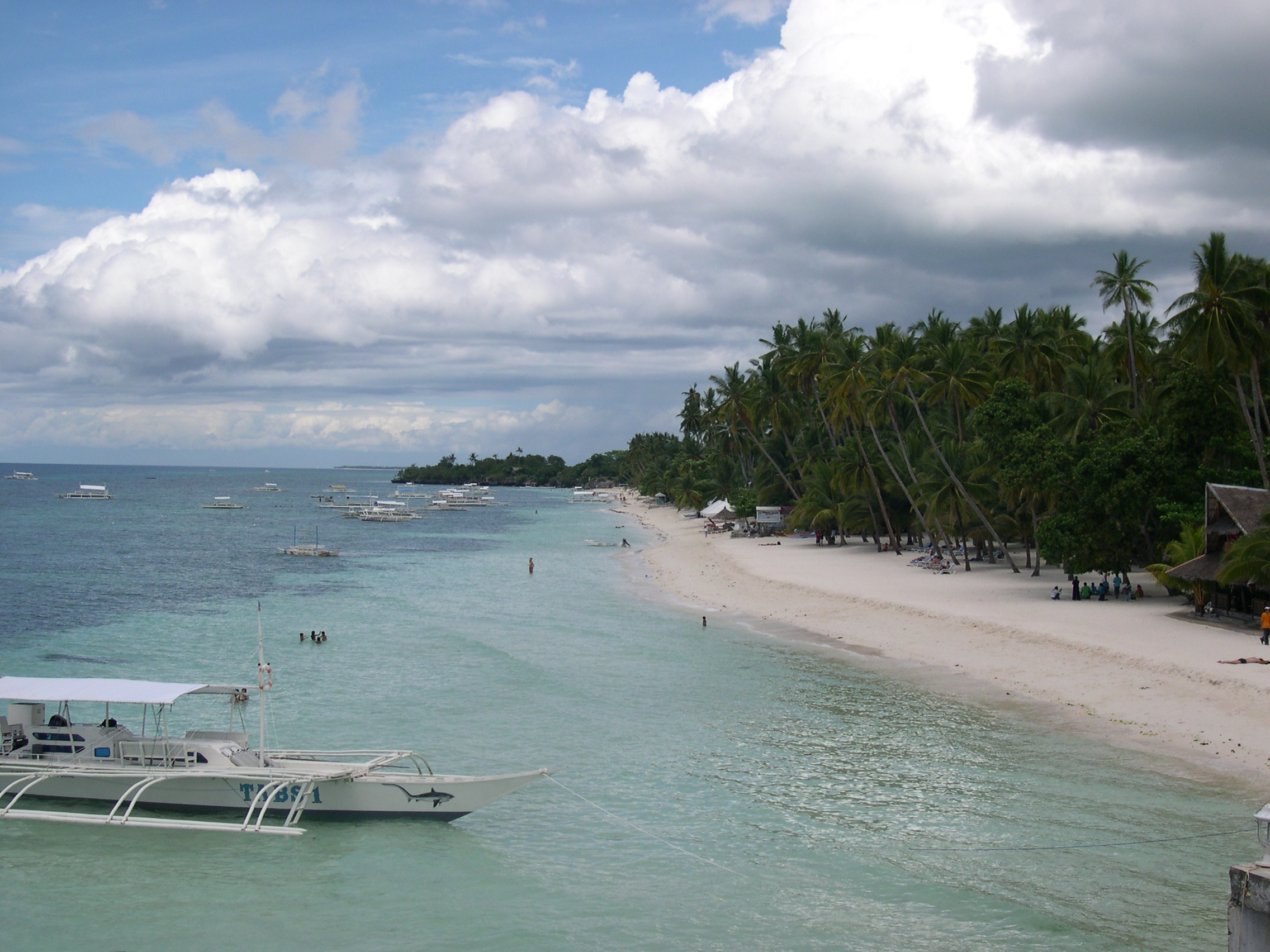
Пляж Алона-Бич, остров Панглао

Панглао (таг. Panglao) — остров в составе филиппинской провинции Бохоль, входит в группу Висайских островов. Расположен неподалёку от острова Бохоль напротив города Тагбиларан. Соединён с Бохолом двумя мостами и строится третий. Здесь же находится международный аэропорт.
Административно делится на муниципалитеты Панглао и Дауис. Население — 68 051 человек (2010).
В настоящее время Панглао известен как один из основных туристических объектов Филиппин, благодаря пляжам, отелям, коралловым рифам с огромным биологическим разнообразием и ряду популярных дайв-сайтов.